# Васко-вишрамский язык
Васко-вишрамский, или верхнечинукский язык (Upper Chinook, Kiksht, Columbia Chinook, Wasco-Wishram) — исчезающий индейский язык (только живой диалект), на котором говорят на северо-западе США. В 1990 году насчитывалось 69 носителей языка, из которых 7 были монолингвами: 5 васко и 2 вишрам. В 2001 году было только 5 носителей васко. Это был последний живой чинукский язык. Последний свободно-говорящий Гладис Томпсон умер в 2012 году.

## Диалекты
- Васко-вишрамский.
- Каскейдс (Watlalla, Watlala) — вымер.
- Клакамас — вымер. Был разговорным на северо-западе штата Орегон вдоль рек Клакамас и Сенди.
- Мултномах — вымер. Был распространён на острове Сови на территории Портленда на северо-западе штата Орегон.
- Уайт-салмон.
- Худ-ривер — вымер.